# Iszkołdź
Iszkołdź (biał. Ішкалдзь, Iszkałdź) – wieś, dawne miasto na Białorusi w rejonie baranowickim obwodu brzeskiego, położona nad rzeką Uszą, około 50 km na południowy zachód od Nowogródka, 40 km od Baranowicz, na zachód od drogi Baranowicze - Stołpce.
Prywatne miasto szlacheckie położone było w końcu XVIII wieku w powiecie nowogródzkim województwa nowogródzkiego.

## Historia
Wieś należała w XV wieku do rodu Niemirowiczów. Przed 1472 starosta witebski i smoleński Mikołaj Niemirowicz wybudował tu murowany kościół św. Trójcy, jeden z najstarszych kościołów murowanych w Wielkim Księstwie Litewskim i obecnie najstarszy na terenie Białorusi.
Wieś przeszła do rodziny Illiniczów, później Radziwiłłów. W 1579 roku miejscowość otrzymała prawa miejskie za panowania króla Stefana Batorego i w 1598 roku wymieniany był tu rynek, dwie ulice i 70 budynków. W 1793 roku po II rozbiorze Rzeczypospolitej na terytorium Imperium Rosyjskiego. W XIX wieku należał do rodziny Wittgensteinów. W okresie II Rzeczypospolitej miejscowość znalazła się w powiecie baranowickim województwa nowogródzkiego z około 700 mieszkańcami.
W 1939 roku miejscowość znalazła się na terenie Białoruskiej SRR, a od 1991 roku niepodległej Białorusi.

## Pomniki
W pobliżu kościoła Trójcy Przenajświętszej znajduje się symboliczny grób Wincentego Łotarewicza, proboszcza parafii katolickiej w Iszkołdzi. Był on aresztowany w 1919 roku przez bolszewików, uwięziony w Mirze, rozstrzelany 19 marca tego samego roku i pochowany w nieznanym miejscu. Symboliczną mogiłę parafianie wznieśli na początku lat 20. XX wieku. Nagrobek ma formę czarnego granitowego kamienia zwieńczonego krzyżem łacińskim. Znajduje się na nim napis: Ksiądz Wincenty Łotarewicz/Żył lat 38. Zamordowany przez wrogów Kościoła 19 marca 1919 roku w zamku Mirskim.

## Galeria

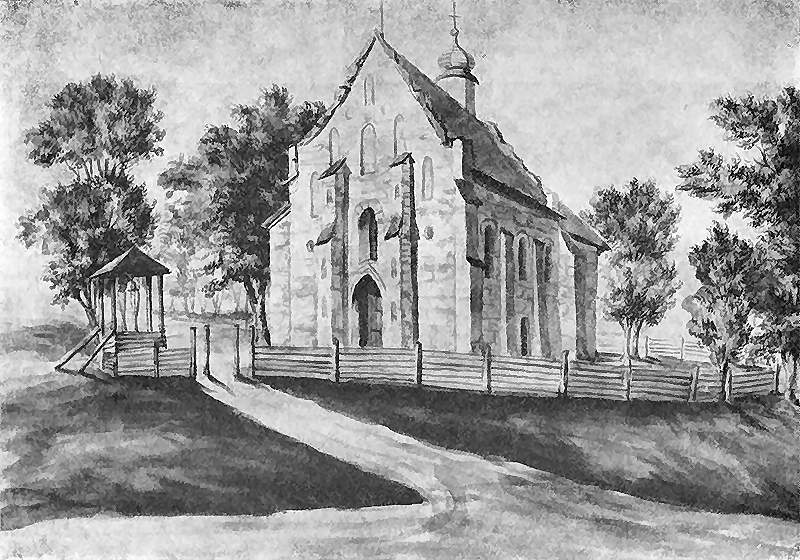
Napoleon Orda, Iszkold - Dawny Kościół Aryański; napis na podkładzie: Iszkoldz. G. Mińska (Nowodródzkie)., 1876
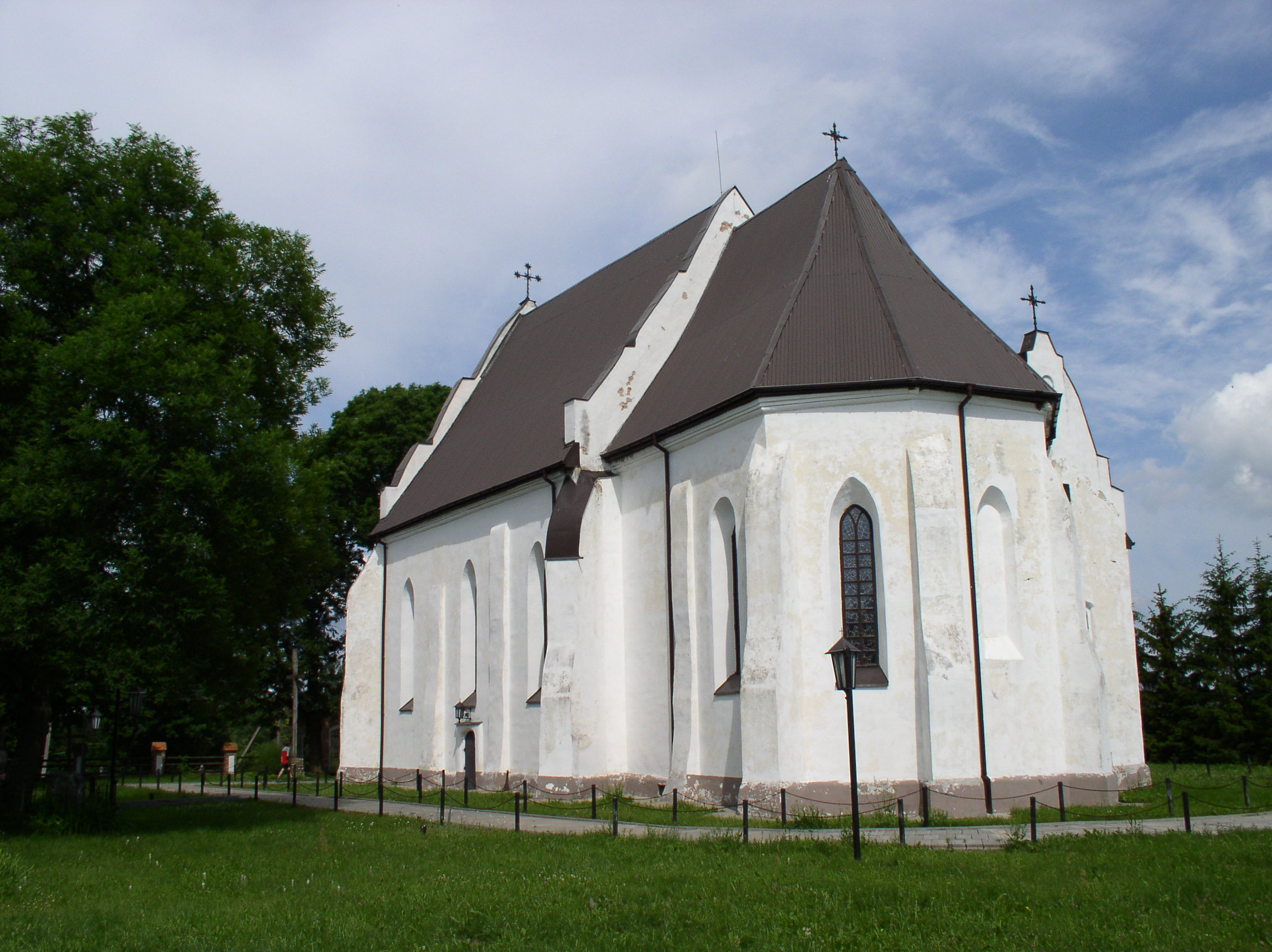
Kościół obecnie
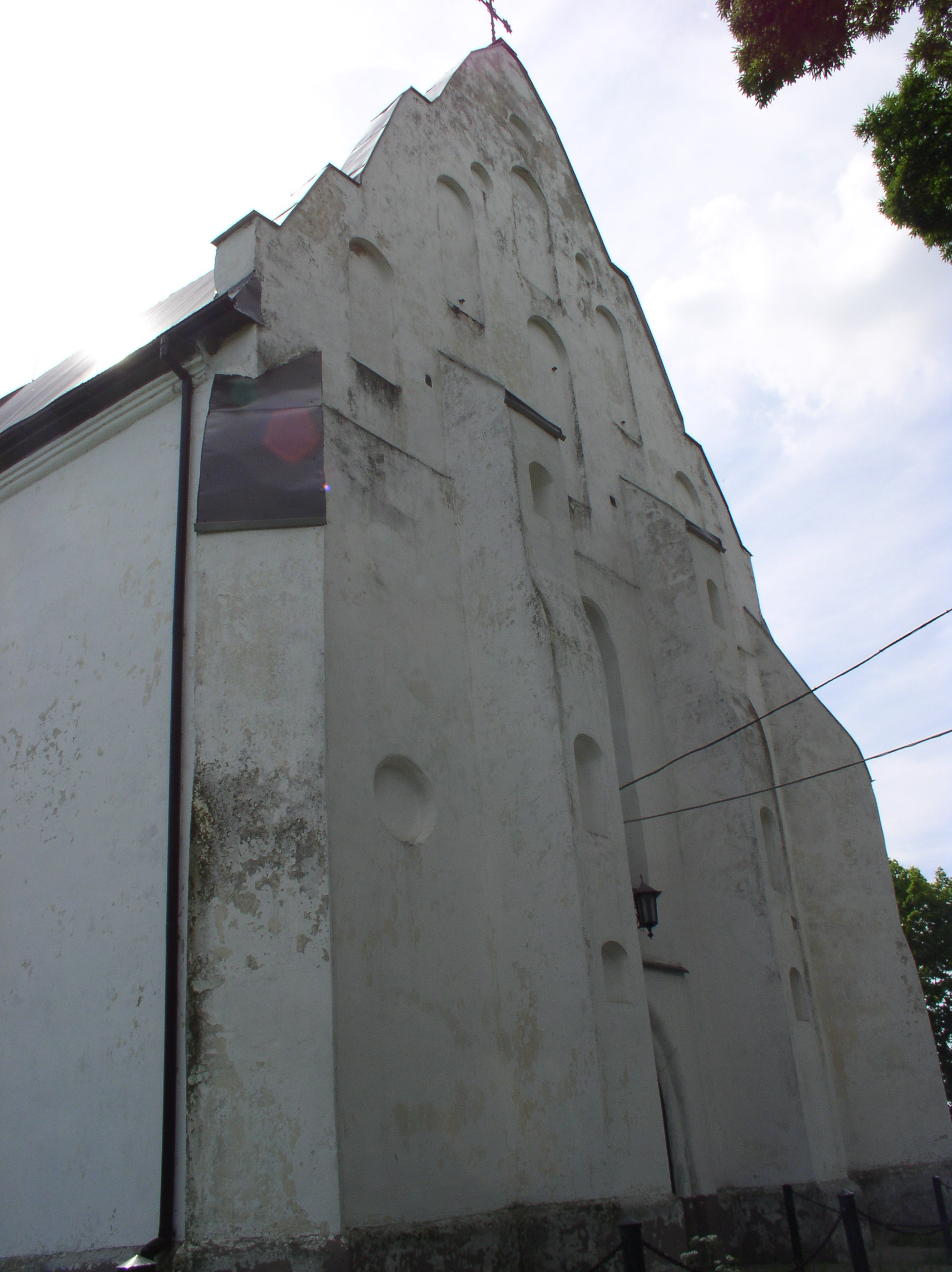
Fasada kościoła obecnie